# Ptychoptera handlirschi
Ptychoptera handlirschi is een muggensoort uit de familie van de glansmuggen (Ptychopteridae). De wetenschappelijke naam van de soort werd voor het eerst geldig gepubliceerd in 1919 door Czižek als Liriope handlirschi.